# Сердюкова Людмила
Сердюкова Людмила (*1899) — українська акторка характерного плану, дружина Василя Сердюкова. 
Грала в мандрівних трупах на Волині, з 1933 року — в «Заграві», у Театрі імені І. Котляревського, імені Лесі Українки (1940) та Львівському оперному театрі у 1941—1944 роках.